# Francysk Skaryna

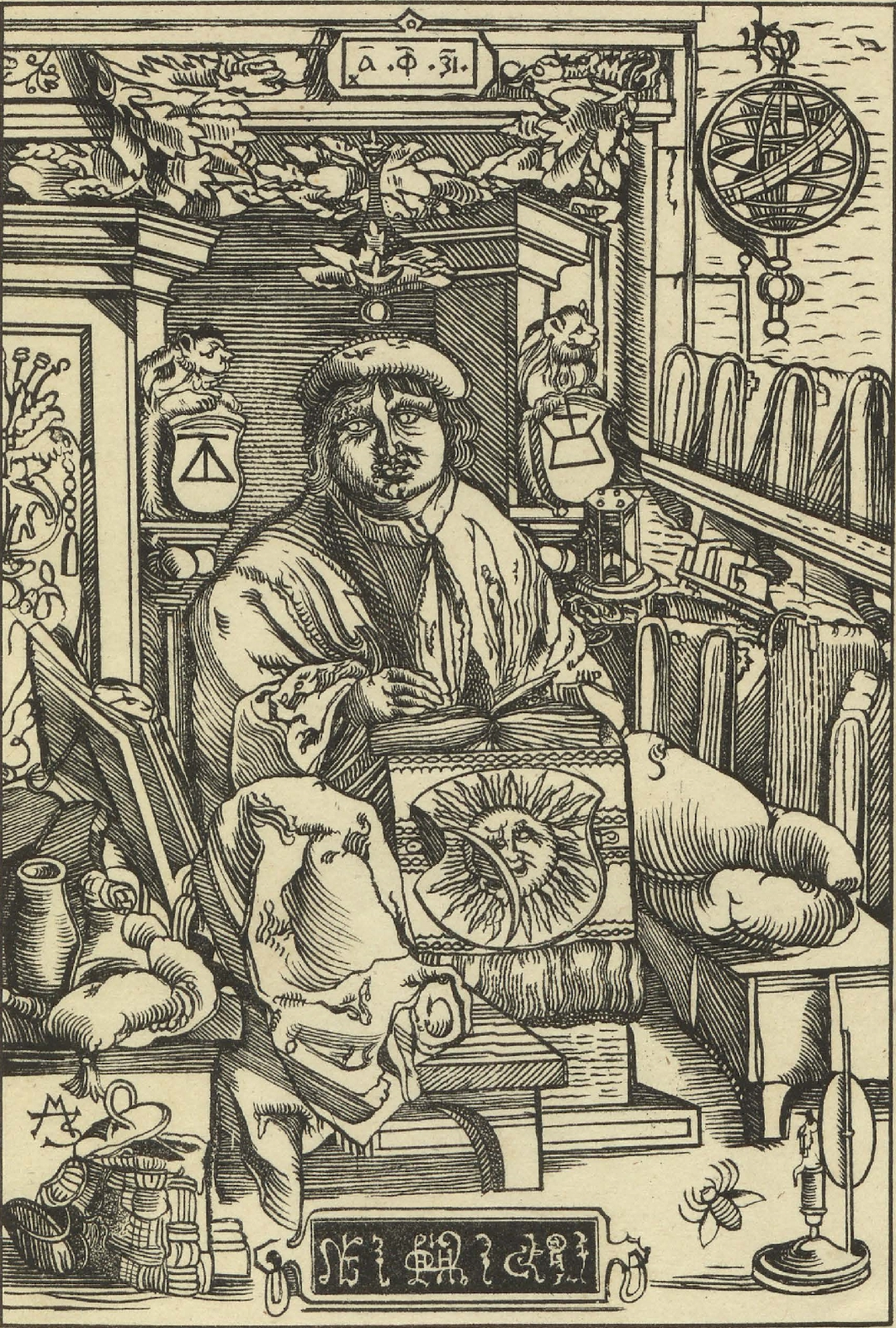
Francysk Skaryna, 1517.

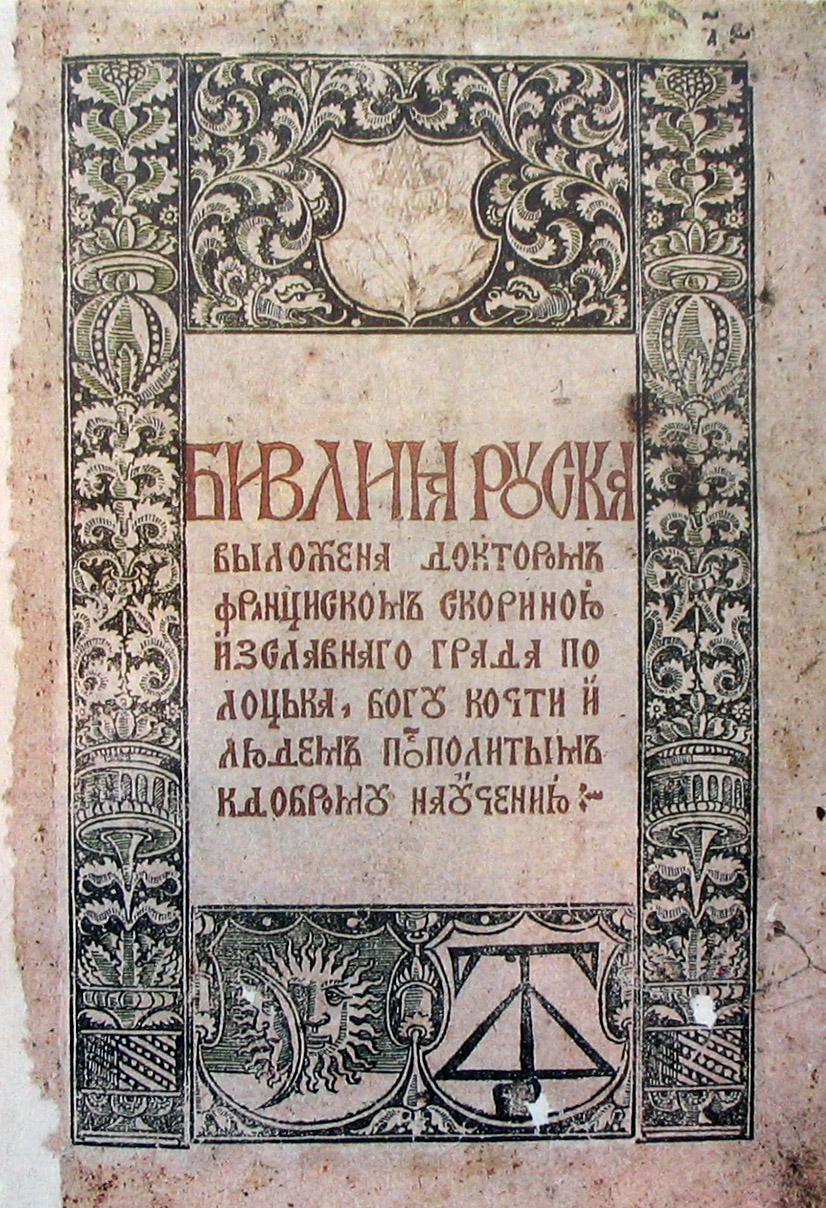
Portada de la Biblia de Skaryna.

Francysk Skaryna o Skoryna; (en bielorruso: Францыск -Францішак- Скарына) fue un editor bielorruso durante el siglo XVI, célebre por ser uno de los primeros impresores de Europa del Este y por haber establecido bases para el desarrollo del idioma bielorruso en el ámbito literario.

## Biografía
Skaryna nació en la ciudad histórica de Pólatsk, en Bielorrusia, en el seno de una familia de un mercader acaudalado. Las fechas exactas de su nacimiento y muerte no se conocen; se estiman entre 1485 y 1540 o 1490 y 1551.
Cursó sus estudios superiores en la Facultad de Artes de la Universidad Jagellónica en 1504 con un título de Bachelor of Arts. En  1512 recibió su doctorado en medicina en la Universidad de Padua, Italia. En 1517 estableció una imprenta en Praga, donde publicó su primer libro, titulado El salterio, en idioma ruteno el 6 de agosto de ese año. La culminación de su obra fue la impresión de una traducción de la Biblia en veintidós tomos, llevada a cabo entre 1517 y 1519.
Hacia el año 1522 se mudó a Vilna y estableció la primera imprenta en el Gran Ducado de Lituania. El primer libro que fue publicado allí fue La pequeña guía de viaje. Sin embargo, la imprenta cerró pronto y Skaryna pasó sus últimos años trabajando como médico para Fernando I de Alemania.

## Legado
Skaryna fue uno de los primeros en imprimir textos en alfabeto cirílico, aunque no el primero. El primero fue  Schweipolt Fiol que en 1491 publicó en Cracovia Októij, un libro litúrgico del rito bizantino (el Libro de los Ocho Tonos - Octoecos). Es difícil determinar con exactitud qué idioma utilizaba para sus publicaciones, ya que no existía un bielorruso convencional como se lo conoce hoy en día: solo se sabe que era una lengua eslava oriental. Algunos investigadores sostienen que los libros de Skaryna estaban escritos en eslavo eclesiástico y saturados por el bielorruso. Pese a esto, no hay duda de que Skaryna fue uno de los fundadores del bielorruso como lenguaje literario. 
Después de la disolución de la Unión Soviética, Minsk, la capital de Bielorrusia, inauguró la avenida Skaryna (praspiekt Franciška Skaryny). Sin embargo, en 2005, durante el gobierno de Aleksandr Lukashenko, la avenida fue renombrada como avenida Independencia (praspekt Nezalézhnastsi). Otra calle, en la antigua ciudad de Borísov (Starabarýsauski trakt) fue renombrada a calle Skaryna (vulica Skaryny).
En su país se crearon dos premios en honor de Skaryna: la Medalla de Francysk Skaryna y la Orden de Francysk Skaryna.
Varias organizaciones culturales también llevan el nombre de Skaryna, entre las que se destacan la Sociedad de la Lengua Bielorrusa Frantsishak Skaryna y la Biblioteca y Museo Bielorruso Francis Skaryna, en Londres.